# Andrew Latimer
Andrew "Andy" Latimer (ur. 17 maja 1949) – angielski muzyk rockowy,  gitarzysta, wokalista, flecista. Jeden z założycieli i lider grupy Camel.
W maju 2007 roku Susan Hoover, żona Latimera, ogłosiła, że muzyk cierpi na poważną chorobę krwi. M.in. z powodu tej choroby grupa Camel poważnie ograniczyła swoją działalność wydawniczą i koncertową.
Pod koniec 2007 roku Latimer przeszedł operację transplantacji szpiku kostnego. Prawie rok później muzyk wrócił do domu.